# أجيريا
الأجيريا (الاسم العلمي: Egeria) هي جنس من النباتات يتبع الفصيلة الحب المائية من رتبة المزماريات. وهي نبات مائي لونه أخضر فاتح وهو نبات سريع النمو وله قدرة كبيرة على مد ماء الحوض بالأكسجين.

## أنواع الأجيريا
- أجيريا كثيفة (الاسم العلمي:Egeria densa)
- أجيريا متباينة الأسدية (الاسم العلمي:Egeria heterostemon)
- أجيريا نيادية (الاسم العلمي:Egeria najas)
- أجيريا نوتالية (الاسم العلمي:Egeria nuttallii)